# Francisco Solórzano Béjar
Francisco Solórzano Béjar fue un revolucionario y político mexicano, miembro del Partido Revolucionario Institucional que fue gobernador de Colima. 
Nació en la ciudad de Colima el 14 de mayo de 1898. Estudió la licenciatura en derecho y fue Juez del Ramo Civil y de Hacienda en 1919. Fue diputado federal en dos legislaturas seguidas. A la caída de Gerardo Hurtado Suárez, fue designado gobernador sustituto para concluir el periodo de 1923 a 1927, iniciando su gubernatura el 4 de mayo de 1925. 
Expidió la primera Ley del Trabajo que rigió en el estado y que ocupó bienes del clero, también expidio la primera Ley del Notariado. Durante su administración se inició el movimiento cristero, por lo que tomó medidas de disminución del número de sacerdotes y la ejecución de los detenidos. Fue senador de la república en 1928, pero al año siguiente fue desaforado al figurar en la sublevación en contra del presidente Emilio Portes Gil. En 1930 pretendió derrocar al gobernador Laureano Cervantes con el apoyo de varios diputados locales, pero al fallar el golpe, salió del estado y no volvió a figurar en la política. Fue notario público en la Ciudad de México hasta su muerte en 1977.. 
El historiador colimense Ricardo Guzmán Nava, afirma que siendo Solórzano Béjar gobernador, la noche del 3 de septiembre de 1926 fueron privados de la libertad alrededor de millones de colimenses a manos de las autoridades militares que eran comandadas por el general Benito García, acusados de estar implicados en el conflicto religioso y que intentaban sublevarse en contra del gobierno, que en febrero anterior había limitado el número de sacerdotes católicos.
Posteriormente vivió en la Ciudad de México, siendo notario, con ocasionales participaciones en la política. Tanto en el senado de la República, como en Ferrocarriles Navionales y la Lotería Bacional.
En la ciudad de Colima, hay una avenida que lleva su nombre. Dono varias esculturas qué adornan la avenida Camino Real.